# Ньюрка Монтальво
Ньюрка Монтальво Амаро (ісп. Niurka Montalvo Amaro; нар. 4 червня 1968) — іспанська легкоатлетка кубинського походження, яка спеціалізувалася на стрибках у довжину та потрійному стрибку.
На міжнародних змаганнях представляла Кубу, а з 1999 після одруження — Іспанію.

## Спортивні досягнення
Учасниця двох олімпійських змагань зі стрибків у довжину (1996, 2004), на обидвох з яких подолати кваліфікаційний раунд не вдалось.
Чемпіонка світу зі стрибків у довжину (1999). Срібна (1995) та бронзова (2001) призерка чемпіонатів світу зі стрибків у довжину. Фіналістка (4-е місце) чемпіонату світу з потрійного стрибку (1993).
Бронзова призерка чемпіонату світу в приміщенні зі стрибків у довжину (2001). Фіналістка (6-е місце) чемпіонату світу в приміщенні з потрійного стрибку (1995).
Була 2-ю у стрибках у довжину на Кубку світу (1994).
Чемпіонка Універсіади з потрійного стрибку (1993).
Чемпіонка Панамериканських ігор зі стрибків у довжину (1995). Срібна призерка Панамериканських ігор з потрійного стрибку (1995).
Фіналістка (7-е місце) чемпіонату Європи зі стрибків у довжину (2006).
Чемпіонка Куби зі стрибків у довжину (1988, 1990, 1993, 1994, 1995) та потрійного стрибку (1993, 1994).
Чемпіонка Іспанії зі стрибків у довжину (1999, 2000, 2001, 2002, 2005) та потрійного стрибку (1999).
Чемпіонка Іспанії в приміщенні зі стрибків у довжину (2000, 2001, 2005).